# Eugen Friedrich Löper
Eugen Friedrich Löper (* 11. November 1801 in Küstrin; † 1865 in Woldenberg) war ein deutscher Politiker. 

## Leben
Löper, der evangelischer Konfession war, studierte von 1820 bis 1823 Rechtswissenschaften an der Universität Berlin. Nach dem Studium war er von 1824 bis 1831 Assessor bei der Generalkommission zur Regulierung der gutsherrlichen und bäuerlichen Verhältnisse und für die Gemeinheits-Aufhebungen für die Kurmark in Berlin. Zwischen 1831 und 1835 war er Justizrat in Berlin, von 1835 bis 39 Regierungsrat in Berlin. Ab 1839 war er Justizrat, dann Kreisrichter, zunächst in Marienwalde und seit 1845 in Woldenberg. Von 1852 bis 1865 war er Kreisgerichtsrat in Friedeberg und Woldenberg.
Vom 18. April 1849 (für Ludwig Georg von Wedemeyer) bis zum 10. Mai 1849 vertrat er den Wahlkreis 20. Provinz Brandenburg (Friedeberg) in der Frankfurter Nationalversammlung. Im Parlament blieb er fraktionslos und stimmte mit dem Rechten Zentrum.